# Општина Пороина Маре (Мехединци)
Пороина Маре (рум. Poroina Mare) општина је у Румунији у округу Мехединци.
Oпштина се налази на надморској висини од 269 m.